# Recreation Ground (Bath)
Recreation Ground, familiarmente chiamato The Rec, è un complesso sportivo di Bath, città del Regno Unito nella contea inglese del Somerset.
Si compone di vari impianti su di un'area totale di poco più di 60000 m², i più rilevanti dei quali sono quello di cricket, spesso utilizzato dal Somerset Country Club, e quello di rugby a 15, terreno interno del Bath, club di Premiership, fin dalla fondazione del complesso.
Costruito privatamente, entrò nel patrimonio pubblico nel 1956 con l'acquisizione da parte della municipalità di Bath e successivamente trasferito al consiglio di Bath and North East Somerset quando nel 1996 fu creata tale autorità unitaria.
Progetti di ampliamento dello stadio di rugby da parte del Bath sono ostacolati dal fatto che, essendo il complesso iscritto nel registro delle organizzazioni di beneficenza dell’Inghilterra e del Galles, sono sorte opposizioni a un uso professionale e lucrativo dello stesso o di parti di esso.

## Storia
Nei primi anni novanta del XIX secolo il lotto dove oggi sorge l'impianto, un terreno lungo le rive dell’Avon, faceva parte delle proprietà della famiglia Forester, che nel 1894 la cedette in affitto al Bath and County Recreation Ground Company Ltd.

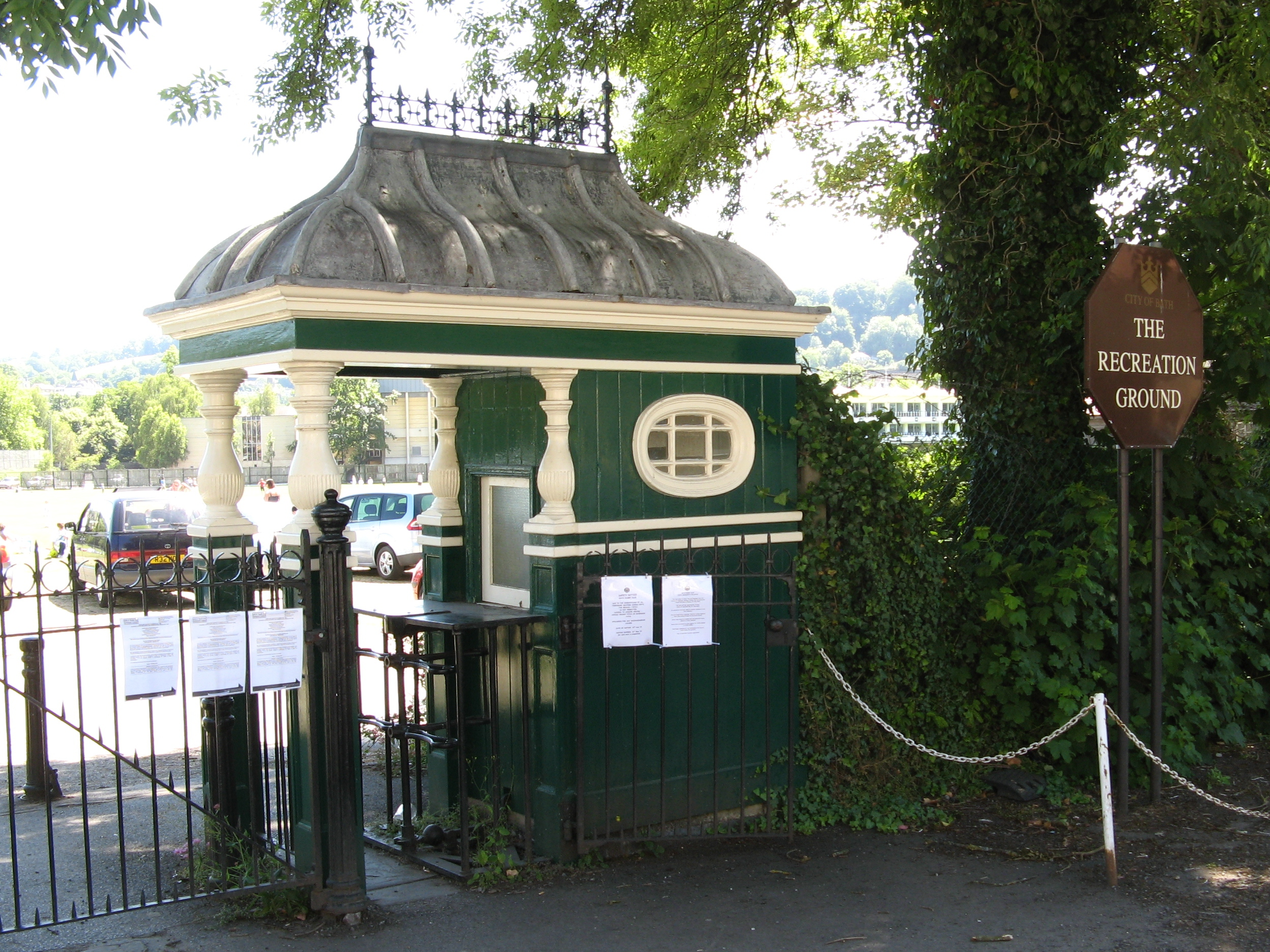
Biglietteria e tornello d’ingresso (oggi inutilizzata) all’impianto, circa 1930

Il contratto prevedeva che il conduttore potesse erigervi impianti per cricket, tennis, calcio e altri sport all'aperto; lo stesso Bath Football Club (odierno Bath Rugby) ivi disputò i suoi primi incontri.
Nel 1908 la società affittuaria ottenne un prolungamento della locazione di ulteriori 21 anni al canone di 100 sterline all’anno, ma nel 1922 ne divenne proprietaria, avendola acquistata dai fiduciari della famiglia Forrester per 6 500 sterline; una parte fu rivenduta alla Bath Aircraft Limited per 2 500 sterline.
Nel 1927 il Bath F.C. prese in usufrutto venticinquennale il settore occidentale del lotto sul quale già insistevano una curva, una tribuna centrale e un padiglione; tre anni più tardi la compagnia aeronautica che possedeva parte del lotto la rivendette per 4 500 sterline alla municipalità di Bath.
Nel 1933 il Bath F.C. demolì la tribuna centrale e ne costruì una nuova e, contemporaneamente, ottenne un nuovo contratto di usufrutto per 50 anni.
Durante la guerra il complesso subì danneggiamenti dovuti ai bombardamenti tedeschi, e solo nei primi anni cinquanta si procedette alla ricostruzione delle strutture distrutte, grazie a un finanziamento di 12 500 sterline provenienti dalla Commissione per i danni di guerra.
Il 1º febbraio 1956 l’intero complesso passò alla municipalità di Bath per 11 155 sterline; nel 1973 il Bath F.C. ottenne un rinnovo dell’usufrutto sull’area del proprio stadio per 75 anni; analogo usufrutto ottenne nel 1995.

### Stato giuridico del complesso

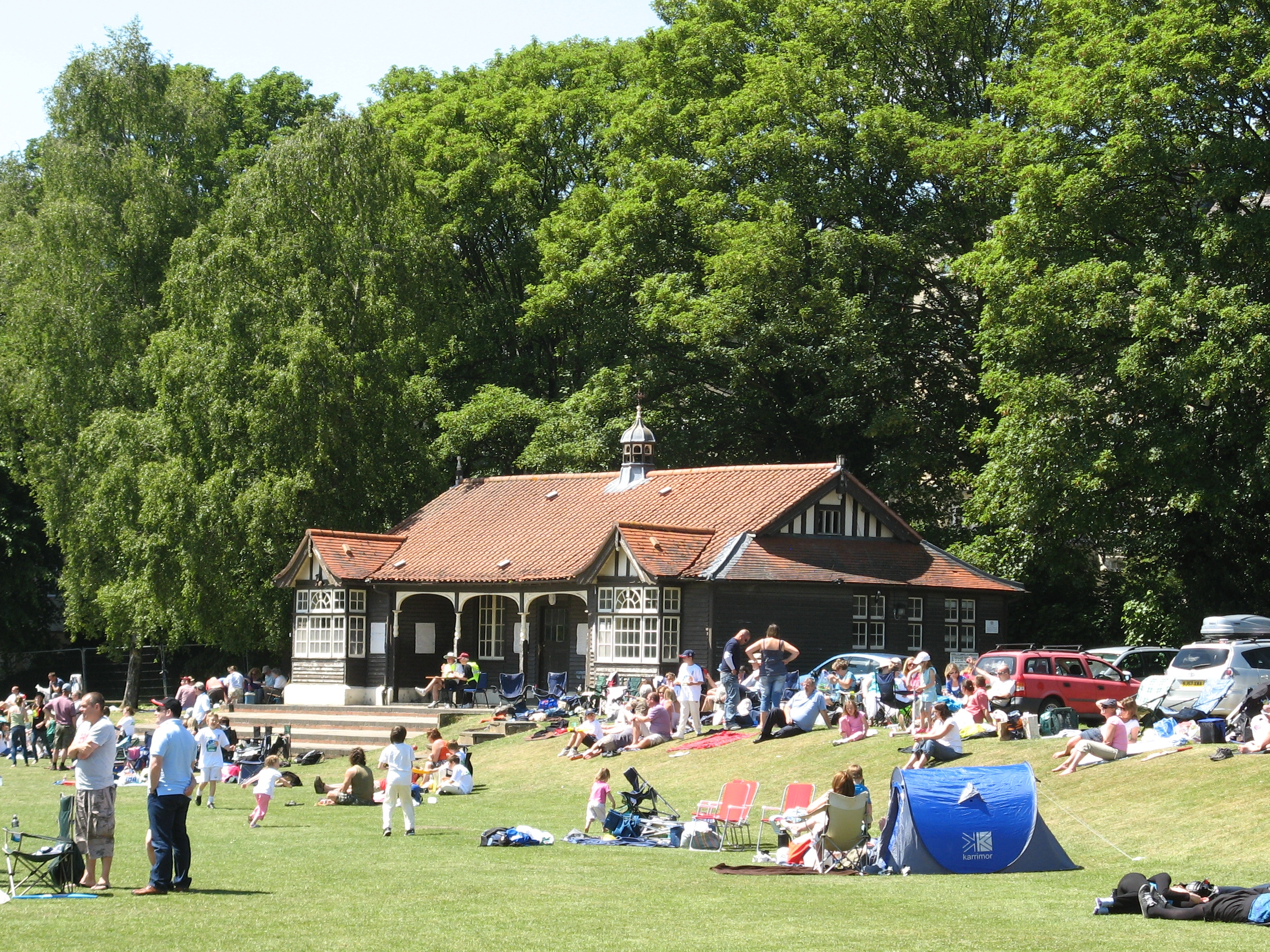
Il padiglione dedicato al cricket

Il Recreation Ground è, come detto, di proprietà del consiglio di Bath and North East Somerset benché lo status preciso, dal punto di vista legale, fosse rimasto non precisamente chiarito fino al 2002, quando l’Alta Corte stabilì che il complesso era detenuto in regime di fedecommesso di beneficenza (Charitable trust) fin dall’acquisizione pubblica nel 1956 e, per tale ragione, «spazio pubblico» destinato allo svolgimento di «attività ricreative a uso di tutta la cittadinanza» senza «preferenze per una determinata disciplina sportiva».
In quest’ottica è stata giudicata contraria alla legge la concessione al Bath Rugby dell’area per uso professionale (essendo essa dal 1995 una società professionistica) e con restrizione di alcuni spazi solo agli spettatori paganti (lo stadio da rugby costruito all’interno del complesso).
Al 2007, dei 62 044 m² del complesso, 16 583 (27% del totale) erano utilizzati per le attività professionistiche del Bath Rugby (stadio, sede del club e campi di allenamento); 35 000 circa (58%) dedicati a spazio libero e attività di svago, 5 600 al croquet (9%), circa 3 000 al tennis (5%) e circa 440 alle attività teatrali.
Lo stesso consiglio municipale cittadino di Bath, predecessore del consiglio di Bath and North East Somerset, nel 1975 aveva edificato sull’area un parcheggio e un centro divertimenti dopo una consulenza legale che confermava la coerenza con il mandato legatario ricevuto; tuttavia, la commissione delle opere di beneficenza, dopo le decisioni dell’Alta Corte, concluse che il consiglio cittadino aveva infranto il rapporto di fiducia, anche alla luce di un rinnovo dell’usufrutto a favore del Bath Rugby nel 2005, giudicato «illegale».

## Futuro del complesso come stadio del Bath Rugby

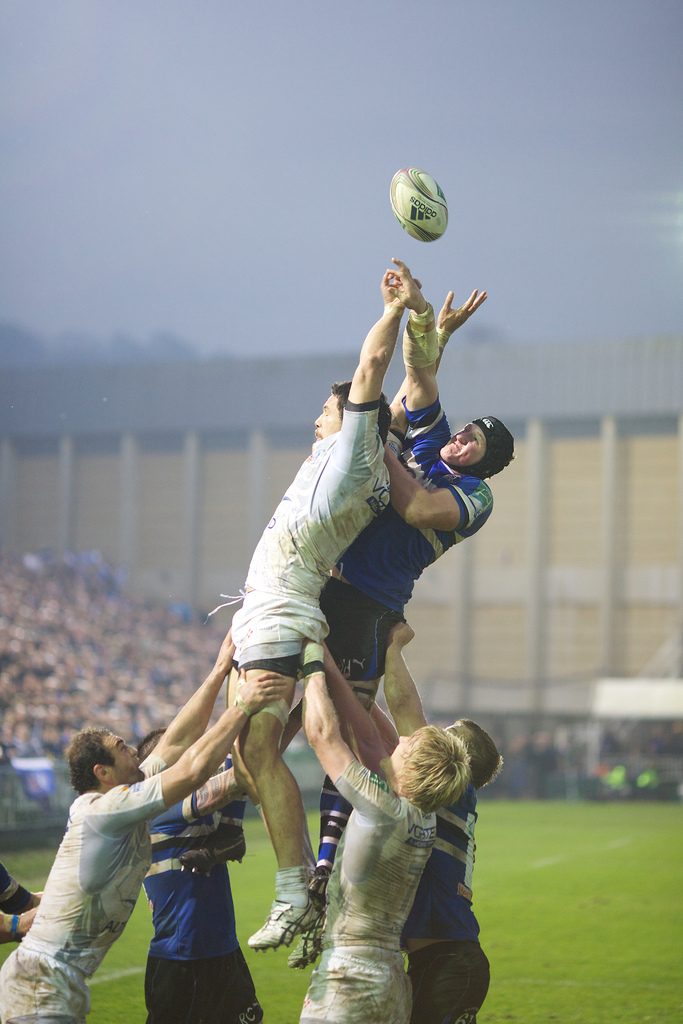
Un incontro europeo tra e i francesi del

Nel 2006 la Federazione rugbistica inglese stabilì che entro il 2010 tutti gli stadi di Premiership dovessero vantare almeno 15 000 spettatori; il Bath Rugby cercò un accordo per ampliare l'impianto esistente, pur sottolineando che in caso di difficoltà avrebbe cercato un'altra sistemazione nella città e non sarebbe emigrato.
Successivamente, comunque, il Professional Game Board inglese fissò la capacità minima in 10 000 posti, di cui 4 200 a sedere, e tale problema fu, per il momento, superato.
Un nuovo piano di estensione a 15 000 spettatori nel 2009 fu respinto, perché il comitato dei fiduciari ritenne che i vantaggi economici del concedere maggior spazio al club erano sbilanciati rispetto al mancato godimento da parte della cittadinanza di un bene pubblico di proprietà del consiglio distrettuale.
Negli anni successivi sopravvennero parziali e temporanei permessi d'uso per le tribune aggiuntive, ma mai una vera e propria concessione permanente.
Nel luglio 2015 il Tribunale Superiore stabilì che l'uso principale del Recreation Ground è pubblico e non vanno favoriti gli interessi di alcun soggetto in particolare, in tal modo sancendo l'impossibilità per il Bath Rugby di ottenere più spazio per l'ampliamento delle sue strutture.
Resta quindi indeterminato il futuro del club presso il Recreation Ground.
Sono sorti in città anche due gruppi d'interessi opposti, uno a sostegno della creazione di uno stadio nel complesso, chiamato Real Friends of the Rec, che patrocina lo spostamento del Somerset County Cricket Club in una sede alternativa per lasciare spazio alla squadra di rugby, e The Friends of Bath Recreation Ground, comitato che sostiene la completa indipendenza del complesso da logiche commerciali e il diniego di utilizzo per sport professionistici; indirettamente la questione rischia di diventare fonte di mancata crescita per il Bath che, nell'era professionistica, ha perduto il predominio assoluto sul rugby nazionale.
Ciononostante, il punto di vista di molti cittadini è che, essendo Bath l'unica città del Regno Unito a essere dichiarata patrimonio dell'umanità, essa va preservata e il Recreation Ground, se pure aveva ragione di ospitare la squadra di rugby nell'epoca dilettantistica, dall'avvento del professionismo nella disciplina non ha più tale obbligo, dovendo il club reperire in proprio le risorse per costruire un nuovo stadio altrove e lasciando il complesso per la libera fruizione della cittadinanza.